# Cronologia dels fets que van precedir la Segona Guerra Mundial
Aquesta és una cronologia dels fets que van precedir la Segona Guerra Mundial, des del 30 de gener de 1933 fins al 31 d'agost de 1939.

## 1933
30 de gener - Adolf Hitler és nomenat canceller d'Alemanya.
3 de febrer - Hitler comunica als més alts càrrecs de l'exèrcit alemany els seus objectius polítics per als pròxims anys. Entre ells hi figura el rearmament, la conquesta de territori cap a l'est i l'oposició a les condicions imposades a Alemanya pel Tractat de Versalles. La intenció de Hitler és guanyar-se el suport dels militars cap al seu règim.
28 de febrer - Decret de l'Incendi del Reichstag. Els drets civils bàsics a la República de Weimar quedaven suspesos.
23 de març - El Reichstag aprova la Llei de Capacitació que dona a Hitler poders dictatorials per als pròxims quatre anys. La llei serà renovada el 1937 i continuarà sent vàlida fins a la fi de l'Alemanya nazi el 1945.
27 de març - El Japó es retira de la Societat de Nacions.
14 de juliol - Per llei, es prohibeix la creació de nous partits polítics a Alemanya. El Partit Nazi (NSDAP) és declarat partit únic. Durant els primers mesos de l'any, tots els partits, excepte el partit nazi, havien estat prohibits o s'havien dissolt.
14 d'octubre - Alemanya es retira de la Societat de Nacions i de la Conferència de Desarmament de Ginebra.

## 1934
26 de gener - Alemanya i Polònia firmen un pacte de no-agressió vàlid per deu anys.
30 de juny-1 de juliol - Nit dels ganivets llargs. Hitler ordena l'assassinat d'Ernst Röhm, líder de les Sturmabteilung o SA (Divisió d'Assalt) i la supressió d'aquest cos paramilitar. Durant la mateixa nit, també són assassinats tots aquells a qui Hitler considerava com a possibles opositors al règim.
25 de juliol - El canceller d'Àustria Engelbert Dollfuss és assassinat per nazis austríacs, que intenten aprofitar-ho per donar un cop d'estat. Però el cop falla i Hitler nega tota relació amb l'assumpte.
2 d'agost - El president de la república alemanya Paul von Hindenburg mor de manera natural a l'edat de 86 anys. Hitler n'assumeix el càrrec.
19 d'agost - Hitler combina els títols de president i canceller i adopta el títol de Führer.

## 1935
13 de generLa regió germanòfona del Sarre o Saarland, annexada a França des del final de la Primera Guerra Mundial, decideix en plebiscit unir-se a Alemanya. L'exèrcit alemany entra a la regió sense esperar a la decisió de la Societat de Nacions.
16 de marçHitler ordena que Alemanya comenci a rearmar-se i restableix el servei militar obligatori. Tot això li estava prohibit segons el Tractat de Versalles.
18 de junyFirma d'un tractat naval entre Alemanya i el Regne Unit segons el qual la flota alemanya podia ser de fins a un 35% de la britànica en vaixells de superfície i fins a un 45% en submarins. Això també violava el Tractat de Versalles.
3 d'octubreItàlia envaeix Etiòpia.

## 1936
7 de març - L'exèrcit alemany reocupa la regió de Renània que havia de romandre desmilitaritzada segons el Tractat de Versalles. A pesar d'això, no s'emprèn cap acció contra Alemanya.
5 de maig - L'exèrcit italià captura Addis Abeba, la capital d'Etiòpia. S'acaba la conquesta del país.
9 de maig - El Gran Consell Fascista italià declara Etiòpia com a colònia italiana i dona el títol d'emperador d'Etiòpia al rei Víctor Manuel III d'Itàlia.
17 de juliol - Esclata la Guerra Civil espanyola. Aixecament militar de l'exèrcit espanyol del Marroc contra el govern de la República. L'Alemanya nazi i la Itàlia feixista donen suport als revoltats, la Unió Soviètica al govern republicà, mentre que la resta de països romanen neutrals.
4 de setembre - Per ordre de Hitler, Hermann Göring comença a elaborar un pla quadriennal per a preparar Alemanya per a la guerra tant econòmicament com militarment.
25 d'octubre - Es forma l'Eix Roma-Berlín, nom amb el qual es coneix un tractat d'aliança entre Itàlia i Alemanya. El terme "Eix" per referir-se a aquest pacte va ser utilitzat per primera vegada per Mussolini el novembre de 1938.
25 de novembre - Alemanya i el Japó firmen el Pacte Anti-Comintern, contra el comunisme internacional.

## 1937
19 de gener - El Japó es retira del Tractat Naval de Washington que limita la mida de la seva armada.
7 de juliol - Incident del pont Marco Polo que marca el començament de la Segona Guerra Sinojaponesa.
5 de novembre - Conferència Hossbach. En una reunió secreta a la cancelleria del Reich, Hitler anuncia als seus màxims subordinats militars els seus plans d'expansió per als pròxims cinc anys, en especial cap a Àustria i Txecoslovàquia.
6 de novembre - Itàlia s'uneix al Pacte Anti-Comintern.
21 de desembre - El Pla Verd, un pla estratègic per a la conquesta alemanya de Txecoslovàquia, queda a punt per a posar en pràctica en previsió d'una possible guerra amb aquest país.

## 1938
4 de febrer - Reorganització del comandament militar alemany. Hitler aboleix el Ministeri de la Guerra i instaura el Comandament Suprem de les Forces Armades (OKW) dirigit pel mariscal Wilhelm Keitel. Aquesta estructura és la que perdurarà durant tota la guerra.
12-13 de març - Anschluss. Annexió d'Àustria per part d'Alemanya. L'exèrcit alemany creua la frontera austríaca.
29-30 de setembre - Acord de Múnic. El Regne Unit i França permeten que Alemanya s'annexi la regió dels Sudets, fins a la data en mans de Txecoslovàquia.
1 d'octubre - L'exèrcit alemany ocupa els Sudets.

## 1939
15 de març - Alemanya envaeix Txecoslovàquia.
21 de març - Adolf Hitler reclama a Polònia la ciutat lliure de Danzig.
29 de març - El Regne Unit i França ofereixen suport a Polònia.
1 d'abril - L'exèrcit Franquista acaba amb les forces Republicanes, fi de la Guerra Civil espanyola, Francisco Franco puja al poder d'Espanya a la força i s'estableix una dictadura.
7 d'abril - Itàlia ocupa Albània.
13 d'abril - El Regne Unit i França ofereixen suport a Romania i a Grècia.
18 d'abril - La Unió Soviètica proposa una triple aliança amb el Regne Unit i França però aquests dos països ho refusen.
17 de maig - Suècia, Noruega i Finlàndia rebutjen l'oferta d'Alemanya de pactes de no-agressió.
23 d'agost - Alemanya i la Unió Soviètica signen el Pacte Molotov-Ribbentrop. Un pacte de no-agressió amb unes clàusules secretes que acorden la repartició de Polònia.

La successió d'esdeveniments continua a la Cronologia de la Segona Guerra Mundial.